# Glenn Cameron
(en) Statistiques sur pro-football-reference
Glenn Scott Cameron, né le 21 février 1953 à Miami (Floride), est un joueur américain de football américain.

## Enfance
Cameron fait ses études à la Coral Gables High School de Coral Gables. Il joue dans l'équipe de football américain de l'université, les Cavaliers et devient une idole dans son lycée.

## Carrière

### Université
Il entre à l'université de Floride, jouant au poste de linebacker dans l'équipe dirigé par Doug Dickey. Pour sa dernière saison universitaire, il est nommé dans l'équipe de la saison de la conférence SEC et dans la troisième équipe All-American. Il est introduit plus tard, au temple de la renommée de l'université de Floride comme un Gator Great (Grand Gators).

### Professionnel
Glenn Cameron est sélectionné au premier tour du draft de la NFL de 1975 par les Bengals de Cincinnati au quatorzième choix. Ses cinq premières saisons avec les Bengals, le voient jouer remplaçant, entrant en cours de match. Mais à partir de la saison 1980, il devient titulaire, interceptant trois passes. En 1982, il ne joue que neuf matchs du fait d'une blessure mais remporte avec le reste de l'équipe le titre de champion de la American Football Conference (AFC) qui participe au Super Bowl XVI.
Il joue encore trois saisons comme titulaire avant de quitter le club et de prendre sa retraite après onze saisons dans l'élite du football américain.